# Kayhan (Film)
Kayhan ist ein türkischer Spielfilm des Regisseurs Togan Gökbakar aus dem Jahr 2018.

## Handlung
Knapp zwanzig Jahre nach seinem Schulabschluss versteht Kayhan, dass er von seinen ehemaligen Freunden heimlich beleidigt wurde, deshalb schwört Kayhan seinen Freunden Rache. Er versucht mit allen Mitteln, seine ehemaligen Mitschülern bloßzustellen.

## Rezeption
„[…] Die populistische Komödie um einen entgrenzten Antihelden macht auf die innere Zerrissenheit der Gesellschaft aufmerksam, läuft aber Gefahr, von der Selbstvergewisserung zur gewaltverherrlichenden Handlungsanweisung für Modernisierungsverlierer zu werden.“

## Produktion
Die Dreharbeiten fanden in Istanbul statt und dauerten fünf Wochen.

## Veröffentlichung
Die Premiere fand am 7. Februar 2018 im Kanyon Shopping Center in Istanbul statt. Der Film wurde am 9. Februar 2018 landesweit veröffentlicht. Der Film, der in achthundertdrei Kinos gezeigt wurde, wurde in den ersten drei Tagen von 252.458 Menschen gesehen.  Es erreichte in der ersten Woche 361.424 Zuschauer und spielte 4,4 Millionen türkische Lira ein.